# منحنی کالیبراسیون

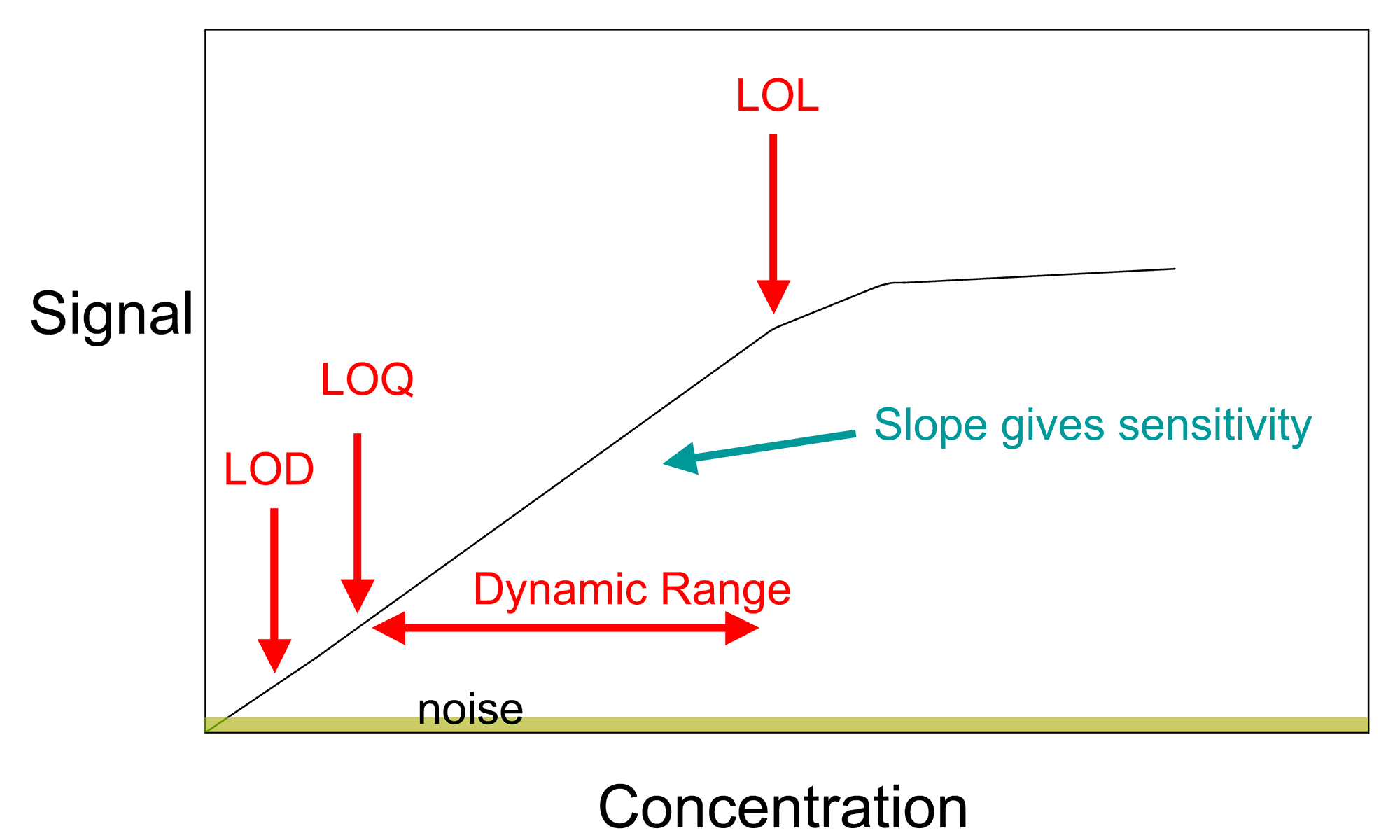
نمودار منحنی کالیبراسیون نشانگر حد تشخیص (LOD)، حد کمی (LOQ)، دامنه پویا و حد خطی (LOL)

منحنی کالیبراسیون، در شیمی تجزیه که به عنوان یک منحنی استاندارد نیز شناخته می‌شود، یک روش کلی برای تعیین غلظت یک ماده در یک نمونه ناشناخته با مقایسه ناشناخته با مجموعه ای از نمونه‌های استاندارد غلظت شناخته شده‌است. منحنی کالیبراسیون یک رویکرد به مشکل کالیبراسیون ابزار است. دیگر رویکردهای استاندارد ممکن است استاندارد را با ناشناخته مخلوط کرده و یک استاندارد داخلی ارائه دهد.
منحنی کالیبراسیون نقشه ای است که چگونه واکنش ابزار، به اصطلاح سیگنال تجزیه‌ای، با غلظت آنالیت (ماده ای که باید اندازه‌گیری شود) تغییر می‌کند. اپراتور مجموعه ای از استانداردها را در طیف وسیعی از غلظت‌ها در نزدیکی غلظت مورد انتظار آنالیت در ناشناخته آماده می‌کند. غلظت استانداردها باید در محدوده کاری تکنیک (ابزار دقیق) مورد استفاده قرار گیرد. تجزیه و تحلیل هر یک از این استانداردها با استفاده از تکنیک انتخاب شده، یک سری اندازه‌گیری را ایجاد می‌کند. برای اکثر تجزیه و تحلیل‌ها یک مجموعه از پاسخ ابزار در مقابل غلظت رابطه خطی نشان می‌دهد. اپراتور می‌تواند پاسخ ناشناخته را اندازه‌گیری کند و با استفاده از منحنی کالیبراسیون می‌تواند برای یافتن غلظت آنالیت درون یابی کند.

## استفاده عمومی
در کاربردهای عمومی‌تر، یک منحنی کالیبراسیون یک منحنی یا جدول برای یک ابزار اندازه‌گیری است که برخی از پارامترها را به‌طور غیر مستقیم اندازه می‌گیرد و مقادیر مورد نظر را به عنوان تابعی از مقادیر خروجی حسگر می‌دهد. به عنوان مثال، یک منحنی کالیبراسیون برای یک حسگر فشار خاص می‌تواند ساخته شود تا فشار اعمال شده از خروجی مبدل (ولتاژ) را تعیین کند. در چنین منحنی معمولاً در هنگام استفاده از یک سنسور استفاده می‌شود که درجه‌بندی آن از یک نمونه به دیگری متفاوت است، یا با زمان یا کاربرد تغییر می‌کند. اگر خروجی سنسور سازگار باشد، این وسیله به‌طور مستقیم از نظر واحد اندازه‌گیری شده مشخص می‌شود.

## خطا در نتایج منحنی کالیبراسیون
همان‌طور که انتظار می‌رود غلظت ناشناخته‌ها خطایی داشته باشد که می‌تواند از فرمول زیر محاسبه شود. این فرمول فرض می‌کند که رابطه خطی برای همه استانداردها مشاهده می‌شود. توجه به این نکته ضروری است که اگر سیگنال ناشناخته در وسط سیگنال‌های همه استانداردها قرار داشته باشد خطا در غلظت حداقل خواهد بود. {\displaystyle y_{unk}-{\bar {y}}} اگر به صفر می‌رود {\displaystyle y_{unk}={\bar {y}}})
{\displaystyle s_{x}={\frac {s_{y}}{|m|}}{\sqrt {{\frac {1}{n}}+{\frac {1}{k}}+{\frac {(y_{unk}-{\bar {y}})^{2}}{m^{2}\sum {(x_{i}-{\bar {x}})^{2}}}}}}}

## موارد کاربرد
- تجزیه و تحلیل غلظت
- تأیید عملکرد صحیح یک ابزار تحلیلی یا دستگاه حسگر مانند الکترود انتخابی یونی
- تعیین اثرات اصلی یک درمان کنترلی (مانند منحنی دوز بقا در سنجش کلونوژنیک)